# Сонгололо
Сонгололо (фр. Songololo) — місто і територія в провінції Центральне Конго Демократичної Республіки Конго. Розташований поблизу кордону з Анголою, на висоті 301 м над рівнем моря.
У 2010 році населення міста за оцінками становило 12 382 осіб. Сонгололо є залізничним вузлом на лінії, що зв'язує океанський порт Матаді зі столицею Кіншасою.
Територія поділяється на 5 секторів: Бамбома, Луіма, Палабала, Кімпесе і Вомбо.